# Česká hokejová extraliga 2009/2010
Hlavním sponzorem 17. ročníku české hokejové extraligy v sezóně 2009/2010 byla opět společnost Telefónica O2 Czech Republic, a tak soutěž nesla jméno O2 Extraliga. Soutěž začala 9. září 2009.

## Fakta
- 17. ročník samostatné české nejvyšší hokejové soutěže
- Emoce ve Zlíně – negativní extraligový rekord
- Nejlepší střelec základní části – Petr Ton (HC Sparta Praha), 34 gólů
- Nejlepší nahrávač – Roman Červenka (HC Slavia Praha), 43 asistencí
- Vítěz kanadského bodování – Roman Červenka (HC Slavia Praha), 73 bodů (30 gólů + 43 asistencí)
- Vítěz základní části – HC Plzeň 1929

## Hvězdy týdne
Hvězdy týdne podle deníku Mladá fronta DNES
- 1. týden: Roman Červenka (HC Slavia Praha)
- 2. týden: Petr Ton (HC Sparta Praha)
- 3. týden: Marek Schwarz (BK Mladá Boleslav)
- 4. týden: Tomáš Netík (HC Sparta Praha)
- 5. týden: Jaroslav Balaštík (PSG Zlín)
- 6. týden: Jan Benda (HC Plzeň 1929)
- 7. týden: Ladislav Kohn (HC Oceláři Třinec)
- 8. týden: Petr Ton (HC Sparta Praha)
- 9. týden: Roman Červenka (HC Slavia Praha)
- 10. týden: Radovan Somík (HC Eaton Pardubice)
- 11. týden: Roman Turek (HC Mountfield České Budějovice)
- 12. týden: Milan Bartovič (Bílí Tygři Liberec)
- 13. týden: Petr Vampola (HC Plzeň 1929)
- 14. týden: Marek Kvapil (HC Vítkovice Steel)
- 15. týden: Roman Erat (HC Kometa Brno)
- 16. týden: Tomáš Vlasák (HC Plzeň 1929)
- 17. týden: Martin Hamrlík (PSG Zlín)
- 18. týden: Petr Vampola (HC Plzeň 1929)
- 19. týden: Sasu Hovi (HC Kometa Brno)
- 20. týden: Dominik Hašek (HC Eaton Pardubice)

### Systém soutěže
Základní část se hrála od září do začátku března, kdy se všechny týmy utkaly každý s každým celkem čtyřikrát. Poté následovalo playoff. Nejprve se hrálo předkolo playoff, ve kterém se utkaly sedmý s desátým a osmý s devátým umístěným klubem v tabulce po základní části. Předkolo playoff se hrálo na 3 vítězné zápasy. Poté následovalo klasické playoff, kdy hrál první s nejhůře postaveným klubem po základní části postoupivším do playoff, druhý se druhým nejhorším týmem po základní části postoupivším do playoff, dále třetí s šestým a čtvrtý s pátým. Od čtvrtfinále se hrálo na 4 vítězné zápasy. Čtyři vítězné týmy ze čtvrtfinále postoupily do semifinále. Vítězní semifinalisté do finále. Vítěz finále se stává Mistrem extraligy, konečné druhé až desáté místo je určeno úspěšností týmů v playoff.
Jedenáctý až čtrnáctý tým tabulky po základní části hráli play-out skupinu o udržení, ve které se každý s každým utkal čtyřikrát, přičemž se započítávaly všechny body ze základní části (tedy nejen z jejich vzájemných zápasů). Tým, který skončil ve skupině o udržení poslední, hrál baráž o udržení v extralize s vítězem 1. ligy. Tato baráž se hrála na čtyři vítězná utkání.

## Stadiony
| Klub                           | Stadion                    | Kapacita |
| ------------------------------ | -------------------------- | -------- |
| HC Slavia Praha                | O2 arena                   | 18 000   |
| HC Sparta Praha                | Tesla Arena                | 14 080   |
| HC Eaton Pardubice             | ČEZ Arena                  | 10 194   |
| HC Vítkovice Steel             | ČEZ Aréna                  | 10004    |
| HC GEUS OKNA Kladno            | Městský zimní stadion      | 8 600    |
| HC Plzeň 1929                  | ČEZ Aréna                  | 8 420    |
| Bílí Tygři Liberec             | Tipsport Arena             | 7 500    |
| HC Kometa Brno                 | Hala Rondo                 | 7 200    |
| PSG Zlín                       | Zimní stadion Luďka Čajky  | 7 000    |
| HC BENZINA Litvínov            | Zimní stadion Ivana Hlinky | 7 000    |
| HC Mountfield České Budějovice | Budvar aréna               | 6 421    |
| HC Energie Karlovy Vary        | KV Arena                   | 6 000    |
| HC Oceláři Třinec              | Werk Arena                 | 5 200    |
| BK Mladá Boleslav              | Metrostav Arena            | 4 100    |

## Konečná tabulka základní části
| Poř. | Tým                            | Z  | V  | VP | PP | P  | VG  | OG  | B   |
| ---- | ------------------------------ | -- | -- | -- | -- | -- | --- | --- | --- |
| 1.   | HC Plzeň 1929                  | 52 | 29 | 6  | 7  | 10 | 162 | 128 | 106 |
| 2.   | PSG Zlín                       | 52 | 25 | 9  | 3  | 15 | 154 | 129 | 96  |
| 3.   | HC Eaton Pardubice (C)         | 52 | 27 | 4  | 7  | 14 | 179 | 131 | 96  |
| 4.   | HC Vítkovice Steel             | 52 | 21 | 9  | 7  | 15 | 161 | 136 | 88  |
| 5.   | HC Sparta Praha                | 52 | 21 | 9  | 6  | 16 | 157 | 132 | 87  |
| 6.   | HC Oceláři Třinec              | 52 | 20 | 8  | 7  | 17 | 153 | 148 | 83  |
| 7.   | HC Slavia Praha                | 52 | 20 | 6  | 2  | 24 | 142 | 151 | 74  |
| 8.   | Bílí Tygři Liberec             | 52 | 21 | 2  | 5  | 24 | 141 | 151 | 72  |
| 9.   | HC Mountfield České Budějovice | 52 | 15 | 7  | 12 | 18 | 130 | 151 | 71  |
| 10.  | HC BENZINA Litvínov            | 52 | 19 | 4  | 5  | 24 | 152 | 193 | 70  |
| 11.  | HC Energie Karlovy Vary        | 52 | 17 | 3  | 9  | 23 | 135 | 152 | 66  |
| 12.  | HC Kometa Brno (N)             | 52 | 16 | 5  | 5  | 26 | 123 | 150 | 63  |
| 13.  | BK Mladá Boleslav              | 52 | 12 | 10 | 6  | 24 | 135 | 148 | 62  |
| 14.  | HC GEUS OKNA Kladno            | 52 | 15 | 4  | 5  | 28 | 133 | 157 | 58  |

Poznámky:
- (C) = držitel mistrovského titulu, (N) = nováček (minulou sezónu hrál nižší soutěž a postoupil)

## Předkolo

### HC Slavia Praha(7.) –HC BENZINA Litvínov(10.)
1. utkání
| 8. března 2010 | HC Slavia Praha | 3 - 1           | HC BENZINA Litvínov | O2 arena |
| 18:10          | HC Slavia Praha | (1-0, 0-0, 2-1) | HC BENZINA Litvínov |          |

| Souhrn zápasu Report | Souhrn zápasu Report                                             | Souhrn zápasu Report | Souhrn zápasu Report   | Souhrn zápasu Report                            |
| -------------------- | ---------------------------------------------------------------- | -------------------- | ---------------------- | ----------------------------------------------- |
|                      | Michal Vondrka 15:09 Vladimír Růžička 41:29 Roman Červenka 50:44 |                      | 48:11 Vojtěch Kubinčák | Diváků: 2 464 Rozhodčí: Milan Minář René Hradil |

2. utkání
| 9. března 2010 | HC Slavia Praha | 1 - 5           | HC BENZINA Litvínov | O2 arena |
| 18:10          | HC Slavia Praha | (1-1, 0-2, 0-2) | HC BENZINA Litvínov |          |

| Souhrn zápasu Report | Souhrn zápasu Report | Souhrn zápasu Report | Souhrn zápasu Report                                                                                   | Souhrn zápasu Report                         |
| -------------------- | -------------------- | -------------------- | --- | -------------------------------------------- |
|                      | Tomáš Svoboda 15:54  |                      | 1:18 Robert Reichel 23:04 Vojtěch Kubinčák 29:16 Karel Kubát 47:43 Robert Reichel 53:46 Michal Dragoun | Diváků: 4 872 Rozhodčí: Jan Hribik Robin Šír |

3. utkání
| 11. března 2010 | HC BENZINA Litvínov | 5 - 3           | HC Slavia Praha | Zimní stadion Ivana Hlinky |
| 18:10           | HC BENZINA Litvínov | (2-0, 2-2, 1-1) | HC Slavia Praha |                            |

| Souhrn zápasu Report | Souhrn zápasu Report                                                                             | Souhrn zápasu Report | Souhrn zápasu Report                                       | Souhrn zápasu Report                            |
| -------------------- | ------------------------------------------------------------------------------------------------ | -------------------- | ---------------------------------------------------------- | ----------------------------------------------- |
|                      | 5:53 František Lukeš 9:45 Roman Vopat 22:15 Peter Jánský 30:21 Roman Vopat 57:18 František Lukeš |                      | 28:47 Jiří Vašíček 29:36 Petr Jelínek 54:56 Roman Červenka | Diváků: 6 001 Rozhodčí: Milan Minář René Hradil |

4. utkání
| 12. března 2010 | HC BENZINA Litvínov | 3 - 5           | HC Slavia Praha | Zimní stadion Ivana Hlinky |
| 18:10           | HC BENZINA Litvínov | (0-1, 1-2, 2-2) | HC Slavia Praha |                            |

| Souhrn zápasu Report | Souhrn zápasu Report                                            | Souhrn zápasu Report | Souhrn zápasu Report                                                                            | Souhrn zápasu Report                         |
| -------------------- | --------------------------------------------------------------- | -------------------- | ----------------------------------------------------------------------------------------------- | -------------------------------------------- |
|                      | Petr Punčochář 31:15 František Lukeš 40:30 Robert Reichel 43:26 |                      | 4:33 Tomáš Kůrka 23:58 Petr Jelínek 28:15 Darcy Campbell 42:01 Michal Vondrka 44:42 Lukáš Havel | Diváků: 5 883 Rozhodčí: Jan Hribik Robin Šír |

5. utkání
| 14. března 2010 | HC Slavia Praha | 5 - 3           | HC BENZINA Litvínov | O2 arena |
| 18:10           | HC Slavia Praha | (1-1, 3-2, 1-0) | HC BENZINA Litvínov |          |

| Souhrn zápasu Report | Souhrn zápasu Report                                                           | Souhrn zápasu Report | Souhrn zápasu Report                          | Souhrn zápasu Report                                                           |
| -------------------- | ------------------------------------------------------------------------------ | -------------------- | --------------------------------------------- | ------------------------------------------------------------------------------ |
|                      | Tomáš Kůrka 1 Petr Kadlec 27 Michal Vondrka 32 Tomáš Svoboda 33 Lukáš Havel 42 |                      | 13 Viktor Hübl 36 Roman Vopat 40 Peter Jánský | Diváků: 6 128 Rozhodčí: Martin Fraňo , Robin Šír - Jaromír Bryška, Michal Čech |

Do čtvrtfinále postoupil tým HC Slavia Praha, když zvítězil 3:2 na zápasy

### Bílí Tygři Liberec(8.) –HC Mountfield České Budějovice(9.)
1. utkání
| 8. března 2010 | Bílí Tygři Liberec | 2 - 1           | HC Mountfield České Budějovice | Tipsport Arena |
| 18:10          | Bílí Tygři Liberec | (0-1, 2-0, 0-0) | HC Mountfield České Budějovice |                |

| Souhrn zápasu Report | Souhrn zápasu Report              | Souhrn zápasu Report | Souhrn zápasu Report | Souhrn zápasu Report |
| -------------------- | --------------------------------- | -------------------- | -------------------- | -------------------- |
|                      | 25 Andrej Podkonický 33 Jan Víšek |                      | 18 Petr Sailer       |                      |

2. utkání
| 9. března 2010 | Bílí Tygři Liberec | 6 - 5           | HC Mountfield České Budějovice | Tipsport Arena |
| 17:40          | Bílí Tygři Liberec | (1-1, 2-3, 3-1) | HC Mountfield České Budějovice |                |

| Souhrn zápasu Report | Souhrn zápasu Report | Souhrn zápasu Report | Souhrn zápasu Report                                                                                   | Souhrn zápasu Report |
| -------------------- | --- | -------------------- | --- | -------------------- |
|                      | 01:38 Jan Víšek 30:14 Andrej Podkonický 39:58 Milan Bartovič 42:53 Andrej Podkonický 44:39 Pavel Kašpařík 59:11 Lukáš Derner |                      | 18:03 František Ptáček 21:15 Michal Hudec 31:50 Petr Gřegořek 35:04 Tibor Melichárek 53:00 Petr Sailer |                      |

3. utkání
| 11. března 2010 | HC Mountfield České Budějovice | 4 - 1           | Bílí Tygři Liberec | Budvar aréna |
| 18:10           | HC Mountfield České Budějovice | (0-0, 1-1, 3-0) | Bílí Tygři Liberec |              |

| Souhrn zápasu Report | Souhrn zápasu Report                                                           | Souhrn zápasu Report | Souhrn zápasu Report | Souhrn zápasu Report                                  |
| -------------------- | ------------------------------------------------------------------------------ | -------------------- | -------------------- | ----------------------------------------------------- |
|                      | 38:22 Tibor Melichárek 56:45 Milan Gulaš 58:01 Jiří Šimánek 58:56 Jiří Šimánek |                      | 32:53 Derner         | Diváků: 3 956 Rozhodčí: Fraňo, Šindler Pešek, Jelínek |

4. utkání
| 12. března 2010 | HC Mountfield České Budějovice | 6 - 5 SN                  | Bílí Tygři Liberec | Budvar aréna |
| 18:10           | HC Mountfield České Budějovice | (1-2, 2-3, 2-0, 0-0, 1-0) | Bílí Tygři Liberec |              |

| Souhrn zápasu Report | Souhrn zápasu Report | Souhrn zápasu Report | Souhrn zápasu Report                                                                                  | Souhrn zápasu Report                                |
| -------------------- | --- | -------------------- | --- | --------------------------------------------------- |
|                      | 10:27 Tomáš Vak 27:40 Václav Pletka 38:17 Tibor Melichárek 45:25 Petr Gřegořek 55:57 Milan Gulaš rozhodující nájezd proměnil Ondřej Veselý |                      | 0:44 Andrej Podkonický 16:43 Václav Nedorost 21:25 Milan Bartovič 29:46 Daniel Špaček 36:12 Jan Víšek | Diváků: 4 936 Rozhodčí: Hradil, Minář Bláha, Kostka |

5. utkání
| 14. března 2010 | Bílí Tygři Liberec | 9 - 1           | HC Mountfield České Budějovice | Tipsport Arena |
| 18:10           | Bílí Tygři Liberec | (3-1, 3-0, 3-0) | HC Mountfield České Budějovice |                |

| Souhrn zápasu Report | Souhrn zápasu Report                                                                  | Souhrn zápasu Report | Souhrn zápasu Report | Souhrn zápasu Report                              |
| -------------------- | ------------------------------------------------------------------------------------- | -------------------- | -------------------- | ------------------------------------------------- |
|                      | Milan Bartovič 11, 15, 35, 39 Petr Nedvěd 30, 50, 53 Lukáš Klimenta 15 Martin Rýgl 49 |                      | 18 Petr Gřegořek     | Diváků: 5 507 Rozhodčí: Radek Husička René Hradil |

Do čtvrtfinále postoupil tým Bílí Tygři Liberec, když zvítězil 3:2 na zápasy

## Čtvrtfinále

### HC Eaton Pardubice(3.) –HC Oceláři Třinec(6.)
1. utkání
| 16. března 2010 | HC Eaton Pardubice | 1 : 3           | HC Oceláři Třinec | ČEZ Arena |
| 18:10           | HC Eaton Pardubice | (0:2, 1:1, 0:0) | HC Oceláři Třinec |           |

| Souhrn zápasu Report | Souhrn zápasu Report | Souhrn zápasu Report | Souhrn zápasu Report                                      | Souhrn zápasu Report                  |
| -------------------- | -------------------- | -------------------- | --------------------------------------------------------- | ------------------------------------- |
|                      | 37:04 Jan Starý      |                      | 19:06 Ladislav Kohn 19:56 Ladislav Kohn 25:31 Jozef Balej | Rozhodčí: Minář, Šír Gebauer, Lederer |

2. utkání
| 17. března 2010 | HC Eaton Pardubice | 5 : 3           | HC Oceláři Třinec | ČEZ Arena |
| 18:10           | HC Eaton Pardubice | (2:2, 1:0, 2:1) | HC Oceláři Třinec |           |

| Souhrn zápasu Report | Souhrn zápasu Report                                                                      | Souhrn zápasu Report | Souhrn zápasu Report                                     | Souhrn zápasu Report                    |
| -------------------- | ----------------------------------------------------------------------------------------- | -------------------- | -------------------------------------------------------- | --------------------------------------- |
|                      | 10:37 Radovan Somík 11:07 Jan Starý 30:29 Jan Starý 45:27 Radovan Somík 49:35 Petr Sýkora |                      | 8:13 David Květoň 17:29 Jozef Balej 59:47 Martin Růžička | Rozhodčí: Jeřábek, Homola Bádal, Pouzar |

3. utkání
| 20. března 2010 | HC Oceláři Třinec | 4 : 5 PP              | HC Eaton Pardubice | Werk Arena |
| 18:10           | HC Oceláři Třinec | (1:1, 2:2, 1:1 - 0:1) | HC Eaton Pardubice |            |

| Souhrn zápasu Report | Souhrn zápasu Report                                                    | Souhrn zápasu Report | Souhrn zápasu Report                                                                    | Souhrn zápasu Report                        |
| -------------------- | ----------------------------------------------------------------------- | -------------------- | --------------------------------------------------------------------------------------- | ------------------------------------------- |
|                      | 16:16 Ladislav Kohn 33:29 Jan Peterek 35:57 Radek Bonk 59:35 Radek Bonk |                      | 10:39 Petr Sýkora 20:40 David Havíř 27:44 Petr Sýkora 40:08 Jan Kolář 62:32 Petr Koukal | Rozhodčí: Hradil, Šindler Kalivoda, Charvát |

4. utkání
| 21. března 2010 | HC Oceláři Třinec | 0 : 5           | HC Eaton Pardubice | Werk Arena |
| 18:10           | HC Oceláři Třinec | (0:3, 0:1, 0:1) | HC Eaton Pardubice |            |

| Souhrn zápasu Report | Souhrn zápasu Report | Souhrn zápasu Report | Souhrn zápasu Report                                                                         | Souhrn zápasu Report                 |
| -------------------- | -------------------- | -------------------- | -------------------------------------------------------------------------------------------- | ------------------------------------ |
|                      |                      |                      | 7:58 Tomáš Zohorna 8:39 Jan Kolář 8:54 Rastislav Špirko 28:58 Jiří Cetkovský 59:59 Aleš Píša | Rozhodčí: Minář, Šír Bryška, Hlavatý |

5. utkání
| 24. března 2010 | HC Eaton Pardubice | 3 : 2           | HC Oceláři Třinec | ČEZ Arena |
| 18:10           | HC Eaton Pardubice | (0:1, 3:0, 0:1) | HC Oceláři Třinec |           |

| Souhrn zápasu Report | Souhrn zápasu Report                                      | Souhrn zápasu Report | Souhrn zápasu Report                   | Souhrn zápasu Report                   |
| -------------------- | --------------------------------------------------------- | -------------------- | -------------------------------------- | -------------------------------------- |
|                      | 20:42 Petr Sýkora 24:41 Radovan Somík 26:46 Radovan Somík |                      | 16:12 Martin Růžička 52:37 Tomáš Malec | Rozhodčí: Minář, Šír Kalivoda, Charvát |

Do semifinále postoupil tým HC Eaton Pardubice, když zvítězil 4 : 1 na zápasy

### HC Vítkovice Steel(4.) –HC Sparta Praha(5.)
1. utkání
| 16. března 2010 | HC Vítkovice Steel | 4 : 1           | HC Sparta Praha | ČEZ Aréna |
| 18:10           | HC Vítkovice Steel | (2:0, 0:0, 2:1) | HC Sparta Praha |           |

| Souhrn zápasu Report | Souhrn zápasu Report                                                       | Souhrn zápasu Report | Souhrn zápasu Report | Souhrn zápasu Report                   |
| -------------------- | -------------------------------------------------------------------------- | -------------------- | -------------------- | -------------------------------------- |
|                      | 14:32 Radim Hruška 15:45 Jiří Burger 52:02 Radim Hruška 53:55 Radim Hruška |                      | 49:09 Petr Ton       | Rozhodčí: Hodek, Hribik Barvíř, Blümel |

2. utkání
| 17. března 2010 | HC Vítkovice Steel | 0 : 2           | HC Sparta Praha | ČEZ Aréna |
| 18:10           | HC Vítkovice Steel | (0:0, 0:1, 0:1) | HC Sparta Praha |           |

| Souhrn zápasu Report | Souhrn zápasu Report | Souhrn zápasu Report | Souhrn zápasu Report                     | Souhrn zápasu Report                    |
| -------------------- | -------------------- | -------------------- | ---------------------------------------- | --------------------------------------- |
|                      |                      |                      | 30:08 Jakub Koreis 58:57 Martin Ručinský | Rozhodčí: Šindler, Hradil Bláha, Kostka |

3. utkání
| 20. března 2010 | HC Sparta Praha | 5 : 2           | HC Vítkovice Steel | Tesla Arena |
| 18:10           | HC Sparta Praha | (0:0, 4:1, 1:1) | HC Vítkovice Steel |             |

| Souhrn zápasu Report | Souhrn zápasu Report                                                                         | Souhrn zápasu Report | Souhrn zápasu Report                    | Souhrn zápasu Report                  |
| -------------------- | -------------------------------------------------------------------------------------------- | -------------------- | --------------------------------------- | ------------------------------------- |
|                      | 21:32 David Výborný 29:56 Tomáš Netík 32:40 Martin Ručinský 37:10 Michal Broš 58:48 Petr Ton |                      | 27:29 Yorick Treille 45:54 Petr Selingr | Rozhodčí: Minář, Šír Lederer, Gebauer |

4. utkání
| 21. března 2010 | HC Sparta Praha | 1 : 4           | HC Vítkovice Steel | Tesla Arena |
| 18:10           | HC Sparta Praha | (0:1, 1:3, 0:0) | HC Vítkovice Steel |             |

| Souhrn zápasu Report | Souhrn zápasu Report   | Souhrn zápasu Report | Souhrn zápasu Report                                                          | Souhrn zápasu Report                  |
| -------------------- | ---------------------- | -------------------- | ----------------------------------------------------------------------------- | ------------------------------------- |
|                      | 31:18 Jakub Langhammer |                      | 10:49 Radim Hruška 20:22 Lukáš Klimek 21:09 Marek Kvapil 24:16 Michal Barinka | Rozhodčí: Hodek, Hribík Bádal, Pouzar |

5. utkání
| 25. března 2010 | HC Vítkovice Steel | 2 : 0           | HC Sparta Praha | ČEZ Aréna |
| 18:10           | HC Vítkovice Steel | (0:0, 1:0, 1:0) | HC Sparta Praha |           |

| Souhrn zápasu Report | Souhrn zápasu Report                      | Souhrn zápasu Report | Souhrn zápasu Report | Souhrn zápasu Report                     |
| -------------------- | ----------------------------------------- | -------------------- | -------------------- | ---------------------------------------- |
|                      | 21:09 Yorick Treille 59:09 Juraj Štefanka |                      |                      | Rozhodčí: Hradil, Husička Barvíř, Blümel |

6. utkání
| 27. března 2010 | HC Sparta Praha | 2 : 1           | HC Vítkovice Steel | Tesla Arena |
| 18:10           | HC Sparta Praha | (0:0, 2:0, 0:1) | HC Vítkovice Steel |             |

| Souhrn zápasu Report | Souhrn zápasu Report                | Souhrn zápasu Report | Souhrn zápasu Report   | Souhrn zápasu Report                    |
| -------------------- | ----------------------------------- | -------------------- | ---------------------- | --------------------------------------- |
|                      | 21:57 Tomáš Netík 35:51 Tomáš Netík |                      | 52:09 Vladimír Svačina | Rozhodčí: Hradil, Husička Bláha, Kostka |

7. utkání
| 29. března 2010 | HC Vítkovice Steel | 3 : 1           | HC Sparta Praha | ČEZ Aréna |
| 18:10           | HC Vítkovice Steel | (0:0, 1:0, 2:1) | HC Sparta Praha |           |

| Souhrn zápasu Report | Souhrn zápasu Report                                   | Souhrn zápasu Report | Souhrn zápasu Report | Souhrn zápasu Report                  |
| -------------------- | ------------------------------------------------------ | -------------------- | -------------------- | ------------------------------------- |
|                      | 20:46 Marek Kvapil 46:30 Marek Kvapil 47:23 Petr Kuboš |                      | 50:36 Michal Gulaši  | Rozhodčí: Minář, Fraňo Barvíř, Blümel |

Do semifinále postoupil tým HC Vítkovice Steel, když zvítězil 4:3 na zápasy

### HC Plzeň 1929(1.) –Bílí Tygři Liberec(8.)
1. utkání
| 18. března 2010 | HC Plzeň 1929 | 4 : 0         | Bílí Tygři Liberec | ČEZ Aréna |
| 18:10           | HC Plzeň 1929 | 1:0, 2:0, 1:0 | Bílí Tygři Liberec |           |

| Souhrn zápasu Report | Souhrn zápasu Report                                                 | Souhrn zápasu Report | Souhrn zápasu Report | Souhrn zápasu Report                      |
| -------------------- | -------------------------------------------------------------------- | -------------------- | -------------------- | ----------------------------------------- |
|                      | 18. Tomáš Vlasák 26. Tomáš Vlasák 27. Tomáš Vlasák 48. Martin Straka |                      |                      | Rozhodčí: Hodek, Souček Charvát, Kalivoda |

2. utkání
| 19. března 2010 | HC Plzeň 1929 | 4 : 1         | Bílí Tygři Liberec | ČEZ Aréna |
| 18:10           | HC Plzeň 1929 | 2:0, 0:1, 2:0 | Bílí Tygři Liberec |           |

| Souhrn zápasu Report | Souhrn zápasu Report                                                | Souhrn zápasu Report | Souhrn zápasu Report | Souhrn zápasu Report               |
| -------------------- | ------------------------------------------------------------------- | -------------------- | -------------------- | ---------------------------------- |
|                      | 11. Mark Bomersback 12. Petr Vampola 48. Jan Kovář 60. Ivan Padělek |                      | 28. Tomáš Klimenta   | Rozhodčí: Minář, Šír Bádal, Pouzar |

3. utkání
| 22. března 2010 | Bílí Tygři Liberec | 4 : 2           | HC Plzeň 1929 | Tipsport Arena |
| 18:10           | Bílí Tygři Liberec | (0:0, 3:1, 1:1) | HC Plzeň 1929 |                |

| Souhrn zápasu Report | Souhrn zápasu Report                                                            | Souhrn zápasu Report | Souhrn zápasu Report                    | Souhrn zápasu Report                      |
| -------------------- | ------------------------------------------------------------------------------- | -------------------- | --------------------------------------- | ----------------------------------------- |
|                      | 22:40 Daniel Špaček 25:24 Petr Nedvěd 37:25 Andrej Podkonický 52:03 Martin Rýgl |                      | 35:16 Tomáš Vlasák 58:53 Martin Adamský | Rozhodčí: Hodek, Husička Gebauer, Lederer |

4. utkání
| 23. března 2010 | Bílí Tygři Liberec | 4 : 3           | HC Plzeň 1929 | Tipsport Arena |
| 18:10           | Bílí Tygři Liberec | (1:1, 2:1, 1:1) | HC Plzeň 1929 |                |

| Souhrn zápasu Report | Souhrn zápasu Report                                                            | Souhrn zápasu Report | Souhrn zápasu Report                                       | Souhrn zápasu Report               |
| -------------------- | ------------------------------------------------------------------------------- | -------------------- | ---------------------------------------------------------- | ---------------------------------- |
|                      | 13:21 Daniel Špaček 20:25 Pavel Kašpařík 27:25 Pavel Kašpařík 47:22 Petr Nedvěd |                      | 18:26 Martin Straka 33:18 Pavel Vostřák 43:27 Tomáš Vlasák | Rozhodčí: Minář, Šír Bádal, Pouzar |

5. utkání
| 25. března 2010 | HC Plzeň 1929 | 2 : 3           | Bílí Tygři Liberec | ČEZ Aréna |
| 18:10           | HC Plzeň 1929 | (0:2, 2:1, 0:0) | Bílí Tygři Liberec |           |

| Souhrn zápasu Report | Souhrn zápasu Report                   | Souhrn zápasu Report | Souhrn zápasu Report                                           | Souhrn zápasu Report                  |
| -------------------- | -------------------------------------- | -------------------- | -------------------------------------------------------------- | ------------------------------------- |
|                      | 32:06 Michal Dvořák 36:36 Petr Vampola |                      | 2:36 Tomáš Klimenta 16:44 Václav Nedorost 32:39 Tomáš Klimenta | Rozhodčí: Hodek, Hribík Bláha, Kostka |

6. utkání
| 27. března 2010 | Bílí Tygři Liberec | 7 : 2           | HC Plzeň 1929 | Tipsport Arena |
| 18:10           | Bílí Tygři Liberec | (1:1, 2:0, 4:1) | HC Plzeň 1929 |                |

| Souhrn zápasu Report | Souhrn zápasu Report | Souhrn zápasu Report | Souhrn zápasu Report                  | Souhrn zápasu Report |
| -------------------- | --- | -------------------- | ------------------------------------- | -------------------- |
|                      | 14:56 Petr Nedvěd 24:32 Petr Nedvěd 33:44 Tomáš Klimenta 46:43 Milan Bartovič 55:11 Tomáš Klimenta 56:40 Václav Nedorost 58:11 Andrej Podkonický |                      | 13:54 Tomáš Vlasák 42:41 Petr Vampola |                      |

Do semifinále postoupil tým Bílí Tygři Liberec, když zvítězil 4:2 na zápasy

### PSG Zlín(2.) –HC Slavia Praha(7.)
1. utkání
| 18. března 2010 | PSG Zlín | 6 : 1         | HC Slavia Praha | Zimní stadion Luďka Čajky |
| 18:10           | PSG Zlín | 2:1, 4:0, 0:0 | HC Slavia Praha |                           |

| Souhrn zápasu Report | Souhrn zápasu Report                                                                                        | Souhrn zápasu Report | Souhrn zápasu Report | Souhrn zápasu Report                        |
| -------------------- | --- | -------------------- | -------------------- | ------------------------------------------- |
|                      | 8. Jaroslav Balaštík 9. Michal Důras 26. Bedřich Köhler 27. Petr Leška 32. Jan Švrček 40. Jaroslav Balaštík |                      | 17. Lukáš Endál      | Rozhodčí: Fraňo, Hribík Hlavatý, Tošenovjan |

2. utkání
| 19. března 2010 | PSG Zlín | 0 : 2         | HC Slavia Praha | Zimní stadion Luďka Čajky |
| 18:10           | PSG Zlín | 0:2, 0:0, 0:0 | HC Slavia Praha |                           |

| Souhrn zápasu Report | Souhrn zápasu Report | Souhrn zápasu Report | Souhrn zápasu Report              | Souhrn zápasu Report                     |
| -------------------- | -------------------- | -------------------- | --------------------------------- | ---------------------------------------- |
|                      |                      |                      | 7. Miloslav Čermák 8. Tomáš Kůrka | Rozhodčí: Šindler, Hradil Barvíř, Blümel |

3. utkání
| 22. března 2010 | HC Slavia Praha | 4 : 3 SN              | PSG Zlín | O2 arena |
| 18:10           | HC Slavia Praha | (2:1, 2:2, 0:0 - 0:0) | PSG Zlín |          |

| Souhrn zápasu Report | Souhrn zápasu Report                                                                                            | Souhrn zápasu Report | Souhrn zápasu Report                                                | Souhrn zápasu Report                  |
| -------------------- | --- | -------------------- | ------------------------------------------------------------------- | ------------------------------------- |
|                      | 9:08 Tomáš Kůrka 23:51 Jiří Doležal 26:45 Vladimír Růžička rozhodující samostatný nájezd proměnil Vladimír Roth |                      | 5:22 Bedřich Köhler 33:36 Jaroslav Balaštík 37:01 Jaroslav Balaštík | Rozhodčí: Hribík, Fraňo Bláha, Kostka |

4. utkání
| 23. března 2010 | HC Slavia Praha | 6 : 5           | PSG Zlín | O2 arena |
| 18:10           | HC Slavia Praha | (4:1, 2:2, 0:2) | PSG Zlín |          |

| Souhrn zápasu Report | Souhrn zápasu Report                                                                                                 | Souhrn zápasu Report | Souhrn zápasu Report                                                                     | Souhrn zápasu Report                     |
| -------------------- | --- | -------------------- | ---------------------------------------------------------------------------------------- | ---------------------------------------- |
|                      | 0:35 Petr Kadlec 5:36 Roman Červenka 10:08 Michal Vondrka 12:31 Roman Červenka 22:35 Petr Jelínek 27:54 Jiří Vašíček |                      | 14:16 Filip Čech 26:00 Petr Leška 30:56 Petr Leška 48:40 Petr Leška 55:22 Bedřich Köhler | Rozhodčí: Šindler, Hradil Blümel, Barvíř |

5. utkání
| 25. března 2010 | PSG Zlín | 8 : 3           | HC Slavia Praha | Zimní stadion Luďka Čajky |
| 18:10           | PSG Zlín | (2:1, 2:2, 4:0) | HC Slavia Praha |                           |

| Souhrn zápasu Report | Souhrn zápasu Report | Souhrn zápasu Report | Souhrn zápasu Report                                      | Souhrn zápasu Report                  |
| -------------------- | --- | -------------------- | --------------------------------------------------------- | ------------------------------------- |
|                      | 1:36 Ivan Rachůnek 14:51 Martin Hamrlík 25:52 Jaroslav Balaštík 29:19 Petr Leška 44:12 Jaroslav Kristek 49:18 Ivan Rachůnek 49:27 Jaroslav Balaštík 52:53 Ivan Rachůnek |                      | 7:21 Miloslav Čermák 28:10 Petr Jelínek 33:07 Tomáš Kůrka | Rozhodčí: Fraňo, Šindler Čech, Bryška |

6. utkání
| 27. března 2010 | HC Slavia Praha | 6 : 3           | PSG Zlín | O2 arena |
| 18:10           | HC Slavia Praha | (1:0, 1:1, 4:2) | PSG Zlín |          |

| Souhrn zápasu Report | Souhrn zápasu Report                                                                                                 | Souhrn zápasu Report | Souhrn zápasu Report                                              | Souhrn zápasu Report                   |
| -------------------- | --- | -------------------- | ----------------------------------------------------------------- | -------------------------------------- |
|                      | 7:50 Petr Jelínek 38:03 Roman Červenka 40:32 Roman Červenka 52:41 Petr Kadlec 53:42 Tomáš Kůrka 54:17 Michal Vondrka |                      | 22:57 Jaroslav Balaštík 51:33 Pavel Kubiš 59:52 Jaroslav Balaštík | Rozhodčí: Fraňo, Hribík Barvíř, Blümel |

Do semifinále postoupil tým HC Slavia Praha, když zvítězil 4:2 na zápasy

## Semifinále

### HC Eaton Pardubice(3.) –Bílí Tygři Liberec(8.)
1. utkání
| 3. dubna 2010 | HC Eaton Pardubice | 2 : 1           | Bílí Tygři Liberec | ČEZ Arena |
| 18:10         | HC Eaton Pardubice | (0:0, 1:1, 1:0) | Bílí Tygři Liberec |           |

| Souhrn zápasu Report | Souhrn zápasu Report                | Souhrn zápasu Report | Souhrn zápasu Report | Souhrn zápasu Report               |
| -------------------- | ----------------------------------- | -------------------- | -------------------- | ---------------------------------- |
|                      | 22:28 Petr Sýkora 40:43 Petr Koukal |                      | 23:33 Zdeněk Ondřej  | Rozhodčí: Minář, Šír Bádal, Pouzar |

2. utkání
| 4. dubna 2010 | HC Eaton Pardubice | 4 : 0           | Bílí Tygři Liberec | ČEZ Arena |
| 18:10         | HC Eaton Pardubice | (0:0, 2:0, 2:0) | Bílí Tygři Liberec |           |

| Souhrn zápasu Report | Souhrn zápasu Report                                                      | Souhrn zápasu Report | Souhrn zápasu Report | Souhrn zápasu Report                        |
| -------------------- | ------------------------------------------------------------------------- | -------------------- | -------------------- | ------------------------------------------- |
|                      | 35:52 Daniel Rákos 39:50 Jan Starý 45:27 Petr Sýkora 56:31 Jiří Cetkovský |                      |                      | Rozhodčí: Husička, Hradil Kalivoda, Charvát |

3. utkání
| 7. dubna 2010 | Bílí Tygři Liberec | 3 : 4 PP              | HC Eaton Pardubice | Tipsport Arena |
| 18:10         | Bílí Tygři Liberec | (0:1, 2:2, 1:0 - 0:1) | HC Eaton Pardubice |                |

| Souhrn zápasu Report | Souhrn zápasu Report                                | Souhrn zápasu Report | Souhrn zápasu Report                                                    | Souhrn zápasu Report                 |
| -------------------- | --------------------------------------------------- | -------------------- | ----------------------------------------------------------------------- | ------------------------------------ |
|                      | 29:28 Petr Nedvěd 37:56 Jan Plodek 50:00 Jan Plodek |                      | 4:16 Petr Sýkora 25:24 Jakub Nakládal 37:23 Jan Starý 61:54 David Havíř | Rozhodčí: Hodek, Minář Bádal, Pouzar |

4. utkání
| 8. dubna 2010 | Bílí Tygři Liberec | 1 : 4           | HC Eaton Pardubice | Tipsport Arena |
| 18:10         | Bílí Tygři Liberec | (0:0, 0:2, 1:2) | HC Eaton Pardubice |                |

| Souhrn zápasu Report | Souhrn zápasu Report | Souhrn zápasu Report | Souhrn zápasu Report                                                  | Souhrn zápasu Report                  |
| -------------------- | -------------------- | -------------------- | --------------------------------------------------------------------- | ------------------------------------- |
|                      | 40:56 Tomáš Klimenta |                      | 24:24 Libor Pivko 26:46 Petr Sýkora 58:03 Petr Sýkora 58:56 Aleš Píša | Rozhodčí: Fraňo, Šír Gebauer, Lederer |

Do finále postoupil tým HC Eaton Pardubice, když zvítězil 4:0 na zápasy.

### HC Vítkovice Steel(4.) –HC Slavia Praha(7.)
1. utkání
| 1. dubna 2010 | HC Vítkovice Steel | 7 : 2           | HC Slavia Praha | ČEZ Aréna |
| 18:10         | HC Vítkovice Steel | (2:1, 1:1, 4:0) | HC Slavia Praha |           |

| Souhrn zápasu Report | Souhrn zápasu Report | Souhrn zápasu Report | Souhrn zápasu Report                  | Souhrn zápasu Report                       |
| -------------------- | --- | -------------------- | ------------------------------------- | ------------------------------------------ |
|                      | 4:23 Lukáš Krenželok 4:40 Denis Rehák 26:04 Roman Szturc 40:33 Juraj Štefanka 50:02 Denis Rehák 57:09 Juraj Štefanka 57:20 Petr Vrána |                      | 3:08 Tomáš Kůrka 35:43 Michal Vondrka | Rozhodčí: Fraňo, Hodek (CZE) Bláha, Kostka |

2. utkání
| 2. dubna 2010 | HC Vítkovice Steel | 3 : 1           | HC Slavia Praha | ČEZ Aréna |
| 18:10         | HC Vítkovice Steel | (0:0, 1:1, 2:0) | HC Slavia Praha |           |

| Souhrn zápasu Report | Souhrn zápasu Report                                         | Souhrn zápasu Report | Souhrn zápasu Report | Souhrn zápasu Report                     |
| -------------------- | ------------------------------------------------------------ | -------------------- | -------------------- | ---------------------------------------- |
|                      | 22:28 Radim Hruška 47:39 Yorick Treille 59:56 Juraj Štefanka |                      | 22:15 Lukáš Havel    | Rozhodčí: Hribík, Šindler Barvíř, Blümel |

3. utkání
| 5. dubna 2010 | HC Slavia Praha | 5 : 3           | HC Vítkovice Steel | O2 arena |
| 18:10         | HC Slavia Praha | (3:2, 1:1, 1:0) | HC Vítkovice Steel |          |

| Souhrn zápasu Report | Souhrn zápasu Report                                                                                    | Souhrn zápasu Report | Souhrn zápasu Report                                    | Souhrn zápasu Report                    |
| -------------------- | --- | -------------------- | ------------------------------------------------------- | --------------------------------------- |
|                      | 2:31 Roman Červenka 13:36 Lukáš Endál 14:39 Vladimír Růžička ml. 26:13 Lukáš Havel 51:33 Miroslav Holec |                      | 2:54 Jiří Burger 4:08 Juraj Štefanka 26:22 Viktor Ujčík | Rozhodčí: Fraňo, Hodek Gebauer, Lederer |

4. utkání
| 6. dubna 2010 | HC Slavia Praha | 3 : 4           | HC Vítkovice Steel | O2 arena |
| 17:40         | HC Slavia Praha | (1:1, 2:1, 0:2) | HC Vítkovice Steel |          |

| Souhrn zápasu Report | Souhrn zápasu Report                                      | Souhrn zápasu Report | Souhrn zápasu Report                                                            | Souhrn zápasu Report                    |
| -------------------- | --------------------------------------------------------- | -------------------- | ------------------------------------------------------------------------------- | --------------------------------------- |
|                      | 2:54 Roman Červenka 23:59 Tomáš Svoboda 31:45 Lukáš Havel |                      | 11:43 Michal Barinka 28:24 Roman Szturc 49:31 Juraj Štefanka 58:52 Radim Hruška | Rozhodčí: Hradil, Hribík Jelínek, Pešek |

5. utkání
| 9. dubna 2010 | HC Vítkovice Steel | 3 : 1           | HC Slavia Praha | ČEZ Aréna |
| 18:10         | HC Vítkovice Steel | (1:0, 1:0, 1:1) | HC Slavia Praha |           |

| Souhrn zápasu Report | Souhrn zápasu Report                                       | Souhrn zápasu Report | Souhrn zápasu Report | Souhrn zápasu Report                   |
| -------------------- | ---------------------------------------------------------- | -------------------- | -------------------- | -------------------------------------- |
|                      | 5:59 Viktor Ujčík 38:02 Richard Stehlík 53:22 Viktor Ujčík |                      | 45:12 Roman Červenka | Rozhodčí: Hradil, Hribík Bláha, Kostka |

Do finále postoupil tým HC Vítkovice Steel, když zvítězil 4:1 na zápasy.

## Finále

### HC Eaton Pardubice(3.) –HC Vítkovice Steel(4.)
1. utkání
| 17. dubna 2010 | HC Eaton Pardubice | 5 : 1           | HC Vítkovice Steel | ČEZ Arena |
| 18:10          | HC Eaton Pardubice | (2:1, 1:0, 2:0) | HC Vítkovice Steel |           |

| Souhrn zápasu Report | Souhrn zápasu Report                                                                      | Souhrn zápasu Report | Souhrn zápasu Report | Souhrn zápasu Report                   |
| -------------------- | ----------------------------------------------------------------------------------------- | -------------------- | -------------------- | -------------------------------------- |
|                      | 9:36 Petr Sýkora 14:17 Radovan Somík 29:23 Daniel Rákos 49:16 Petr Sýkora 53:01 Aleš Píša |                      | 17:53 Yorick Treille | Rozhodčí: Hradil, Minář Barvíř, Blümel |

2. utkání
| 18. dubna 2010 | HC Eaton Pardubice | 1 : 0           | HC Vítkovice Steel | ČEZ Arena |
| 18:10          | HC Eaton Pardubice | (0:0, 1:0, 0:0) | HC Vítkovice Steel |           |

| Souhrn zápasu Report | Souhrn zápasu Report | Souhrn zápasu Report | Souhrn zápasu Report | Souhrn zápasu Report                   |
| -------------------- | -------------------- | -------------------- | -------------------- | -------------------------------------- |
|                      | 23:35 Daniel Rákos   |                      |                      | Rozhodčí: Hodek, Šindler Bádal, Pouzar |

3. utkání
| 21. dubna 2010 | HC Vítkovice Steel | 2 : 5           | HC Eaton Pardubice | ČEZ Aréna |
| 18:10          | HC Vítkovice Steel | (1:2, 0:1, 1:2) | HC Eaton Pardubice |           |

| Souhrn zápasu Report | Souhrn zápasu Report                 | Souhrn zápasu Report | Souhrn zápasu Report                                                                  | Souhrn zápasu Report                                        |
| -------------------- | ------------------------------------ | -------------------- | ------------------------------------------------------------------------------------- | ----------------------------------------------------------- |
|                      | 4:24 Yorick Treille 53:26 Petr Vrána |                      | 8:10 Jan Buchtele 13:42 Libor Pivko 39:15 Aleš Píša 42:01 Petr Sýkora 57:59 Aleš Píša | Diváků: 9 496 Rozhodčí: Hribik, Šindler Lederer, Tošenovjan |

4. utkání
| 22. dubna 2010 | HC Vítkovice Steel | 2 : 3 PP              | HC Eaton Pardubice | ČEZ Aréna |
| 18:10          | HC Vítkovice Steel | (0:1, 1:0, 1:1 - 0:1) | HC Eaton Pardubice |           |

| Souhrn zápasu Report | Souhrn zápasu Report                  | Souhrn zápasu Report | Souhrn zápasu Report                            | Souhrn zápasu Report                                             |
| -------------------- | ------------------------------------- | -------------------- | ----------------------------------------------- | ---------------------------------------------------------------- |
|                      | 40. Vladimír Sičák 52. Michal Barinka |                      | 2. Daniel Rákos 59. Aleš Píša 61. Radovan Somík | Diváků: 9496 (vyprodáno) Rozhodčí: Hradil, Hribik Barvíř, Blümel |

Místrovský titul získal tým HC Eaton Pardubice, když zvítězil 4:0 na zápasy.

## Pavouk play off
|  | Čtvrtfinále        | Čtvrtfinále        |                    |   | Semifinále | Semifinále |  |  | Finále | Finále |
|  |                    |                    |                    |   |            |            |  |  |        |        |
|  |                    |                    |                    |   |            |            |  |  |        |        |
|  | HC Plzeň 1929      | 2                  |                    |   |            |            |  |  |        |        |
|  | HC Plzeň 1929      | 2                  |                    |   |            |            |  |  |        |        |
|  | Bílí Tygři Liberec | 4                  |                    |   |            |            |  |  |        |        |
|  | Bílí Tygři Liberec | 4                  | Bílí Tygři Liberec | 0 |            |            |  |  |        |        |
|  |                    |                    | Bílí Tygři Liberec | 0 |            |            |  |  |        |        |
|  |                    | HC Eaton Pardubice | 4                  |   |            |            |  |  |        |        |
|  | HC Eaton Pardubice | HC Eaton Pardubice | 4                  | 4 |            |            |  |  |        |        |
|  | HC Eaton Pardubice |                    |                    | 4 |            |            |  |  |        |        |
|  | HC Oceláři Třinec  | 1                  |                    |   |            |            |  |  |        |        |
|  | HC Oceláři Třinec  | 1                  | HC Eaton Pardubice | 4 |            |            |  |  |        |        |
|  |                    |                    | HC Eaton Pardubice | 4 |            |            |  |  |        |        |
|  |                    | HC Vítkovice Steel | 0                  |   |            |            |  |  |        |        |
|  | HC Vítkovice Steel | HC Vítkovice Steel | 0                  | 4 |            |            |  |  |        |        |
|  | HC Vítkovice Steel |                    |                    | 4 |            |            |  |  |        |        |
|  | HC Sparta Praha    | 3                  |                    |   |            |            |  |  |        |        |
|  | HC Sparta Praha    | 3                  | HC Vítkovice Steel | 4 |            |            |  |  |        |        |
|  |                    |                    | HC Vítkovice Steel | 4 |            |            |  |  |        |        |
|  |                    | HC Slavia Praha    | 1                  |   |            |            |  |  |        |        |
|  | HC Slavia Praha    | HC Slavia Praha    | 1                  | 4 |            |            |  |  |        |        |
|  | HC Slavia Praha    |                    |                    | 4 |            |            |  |  |        |        |
|  | PSG Zlín           | 2                  |                    |   |            |            |  |  |        |        |
|  | PSG Zlín           | 2                  |                    |   |            |            |  |  |        |        |

## Play out
- 1. kolo
  - 9.3. HC Energie Karlovy Vary HC GEUS OKNA Kladno 1 : 2
  - 9.3. HC Kometa Brno BK Mladá Boleslav 2 : 1 N
- 2. kolo
  - 12.3. HC Energie Karlovy Vary HC Kometa Brno 3 : 4 P
  - 12.3. HC GEUS OKNA Kladno BK Mladá Boleslav 3 : 1
- 3. kolo
  - 14.3. BK Mladá Boleslav HC Energie Karlovy Vary 2 : 1
  - 14.3. HC Kometa Brno HC GEUS OKNA Kladno 3 : 1
- 4. kolo
  - 16.3. BK Mladá Boleslav HC Kometa Brno 2 : 3
  - 16.3. HC GEUS OKNA Kladno HC Energie Karlovy Vary 5 : 1
- 5. kolo
  - 19.3. HC Kometa Brno HC Energie Karlovy Vary 2 : 1
  - 19.3. BK Mladá Boleslav HC GEUS OKNA Kladno 1 : 2
- 6. kolo
  - 21.3. HC GEUS OKNA Kladno HC Kometa Brno 3 : 1
  - 21.3. HC Energie Karlovy Vary BK Mladá Boleslav 2 : 3 N
- 7. kolo
  - 23.3. HC Energie Karlovy Vary HC GEUS OKNA Kladno 4 : 3 P
  - 23.3. HC Kometa Brno BK Mladá Boleslav 4 : 3
- 8. kolo
  - 26.3. HC Energie Karlovy Vary HC Kometa Brno 2 : 1 P
  - 26.3. HC GEUS OKNA Kladno BK Mladá Boleslav 3 : 2 N
- 9. kolo
  - 28.3. BK Mladá Boleslav HC Energie Karlovy Vary 1 : 3
  - 28.3. HC Kometa Brno HC GEUS OKNA Kladno 5 : 4 N
- 10. kolo
  - 30.3. HC GEUS OKNA Kladno HC Energie Karlovy Vary 0 : 2
  - 30.3. BK Mladá Boleslav HC Kometa Brno 2 : 4
- 11. kolo
  - 2.4. HC Kometa Brno HC Energie Karlovy Vary 4 : 2
  - 2.4. BK Mladá Boleslav HC GEUS OKNA Kladno 5 : 6
- 12. kolo
  - 4.4. HC Energie Karlovy Vary Mladá Boleslav 3 : 0
  - 4.4. HC GEUS OKNA Kladno HC Kometa Brno 4 : 3

### Tabulka
| Poř. | Tým                     | Z  | V  | VP | PP | P  | VG  | OG  | B  |
| ---- | ----------------------- | -- | -- | -- | -- | -- | --- | --- | -- |
| 1.   | HC Kometa Brno          | 64 | 22 | 8  | 6  | 28 | 159 | 178 | 88 |
| 2.   | HC GEUS OKNA Kladno     | 64 | 22 | 5  | 7  | 30 | 169 | 186 | 83 |
| 3.   | HC Energie Karlovy Vary | 64 | 20 | 5  | 11 | 28 | 160 | 179 | 81 |
| 4.   | BK Mladá Boleslav       | 64 | 13 | 11 | 8  | 32 | 158 | 184 | 69 |

## Baráž o extraligu
- V baráži uspěla BK Mladá Boleslav 4 : 1 na zápasy a udržela se tak v extralize i pro další ročník.

1. utkání
| 10. dubna 2010 | BK Mladá Boleslav | 5 : 3           | KLH Chomutov | Metrostav Arena |
| 18:10          | BK Mladá Boleslav | (3:1, 1:2, 1:0) | KLH Chomutov |                 |

| Souhrn zápasu Report | Souhrn zápasu Report                                                                            | Souhrn zápasu Report | Souhrn zápasu Report                                        | Souhrn zápasu Report                       |
| -------------------- | ----------------------------------------------------------------------------------------------- | -------------------- | ----------------------------------------------------------- | ------------------------------------------ |
|                      | 4:40 Daniel Boháč 11:42 Lukáš Pabiška 13:24 Nikola Gajovský 26:53 Peter Fabuš 58:30 Peter Fabuš |                      | 7:58 Zdeněk Skořepa 20:52 Milan Procházka 31:34 Milan Kraft | Rozhodčí: Fraňo, Jeřábek Kalivoda, Charvát |

2. utkání
| 11. dubna 2010 | BK Mladá Boleslav | 1 : 2           | KLH Chomutov | Metrostav Arena |
| 18:10          | BK Mladá Boleslav | (0:0, 1:0, 0:2) | KLH Chomutov |                 |

| Souhrn zápasu Report | Souhrn zápasu Report | Souhrn zápasu Report | Souhrn zápasu Report                   | Souhrn zápasu Report                    |
| -------------------- | -------------------- | -------------------- | -------------------------------------- | --------------------------------------- |
|                      | 27:02 Daniel Boháč   |                      | 46:06 Milan Procházka 59:00 Radek Duda | Rozhodčí: Šindler, Hribik Bádal, Pouzar |

3. utkání
| 14. dubna 2010 | KLH Chomutov | 2 : 4           | BK Mladá Boleslav | ČEZ Stadion |
| 17:30          | KLH Chomutov | (1:1, 1:2, 0:1) | BK Mladá Boleslav |             |

| Souhrn zápasu Report | Souhrn zápasu Report                 | Souhrn zápasu Report | Souhrn zápasu Report                                                                | Souhrn zápasu Report                                                  |
| -------------------- | ------------------------------------ | -------------------- | ----------------------------------------------------------------------------------- | --------------------------------------------------------------------- |
|                      | 03:10 David Hruška 22:51 Milan Kraft |                      | 01:37 Michal Macho 27:52 Zdeněk Bahenský 36:29 Lukáš Pabiška 59:47 Lukáš Handlovský | Diváků: 6192 (vyprodáno) Rozhodčí: Hradil, Mikula Hlavatý, Tošenovjan |

4. utkání
| 15. dubna 2010 | KLH Chomutov | 3 : 4           | BK Mladá Boleslav | ČEZ Stadion |
| 17:30          | KLH Chomutov | (1:1, 1:2, 1:1) | BK Mladá Boleslav |             |

| Souhrn zápasu Report | Souhrn zápasu Report                                       | Souhrn zápasu Report | Souhrn zápasu Report                                                       | Souhrn zápasu Report                                              |
| -------------------- | ---------------------------------------------------------- | -------------------- | -------------------------------------------------------------------------- | ----------------------------------------------------------------- |
|                      | 05:01 Zdeněk Skořepa 37:32 David Hruška 59:07 David Hruška |                      | 18:31 Tomáš Nouza 25:50 Michal Macho 39:57 Lukáš Pabiška 56:32 Boris Žabka | Diváků: 6192 (vyprodáno) Rozhodčí: Šindler, Hodek Lederer, Bryška |

5. utkání
| 18. dubna 2010 | BK Mladá Boleslav | 5 : 1           | KLH Chomutov | Metrostav Arena |
| 18:10          | BK Mladá Boleslav | (2:1, 2:0, 1:0) | KLH Chomutov |                 |

| Souhrn zápasu Report | Souhrn zápasu Report                                                                            | Souhrn zápasu Report | Souhrn zápasu Report | Souhrn zápasu Report                    |
| -------------------- | ----------------------------------------------------------------------------------------------- | -------------------- | -------------------- | --------------------------------------- |
|                      | 13:33 Valdemar Jiruš 19:35 Peter Fabuš 23:08 Tomáš Sýkora 28:36 Tomáš Sýkora 43:12 Daniel Boháč |                      | 14:23 Radek Duda     | Rozhodčí: Hribik, Hradil Blümel, Barvíř |

## Nejproduktivnější hráči základní části
Toto je konečné pořadí hráčů podle dosažených bodů. Za jeden vstřelený gól nebo přihrávku na gól hráč získal jeden bod.
| Poř. | Hráč            | Tým                 | Z  | G  | A  | B  | TM  | +/- |
| ---- | --------------- | ------------------- | -- | -- | -- | -- | --- | --- |
| 1.   | Roman Červenka  | HC Slavia Praha     | 50 | 30 | 43 | 73 | 56  | 20  |
| 2.   | Petr Ton        | HC Sparta Praha     | 48 | 34 | 21 | 55 | 39  | 13  |
| 3.   | Ladislav Kohn   | HC Oceláři Třinec   | 51 | 21 | 33 | 54 | 148 | 6   |
| 4.   | Petr Leška      | PSG Zlín            | 52 | 14 | 40 | 54 | 32  | 11  |
| 5.   | Tomáš Vlasák    | HC Plzeň 1929       | 51 | 19 | 33 | 52 | 49  | 4   |
| 6.   | Petr Vampola    | HC Plzeň 1929       | 48 | 15 | 37 | 52 | 86  | 17  |
| 7.   | Martin Růžička  | HC Oceláři Třinec   | 51 | 23 | 24 | 47 | 34  | -7  |
| 8.   | Jiří Burger     | HC Vítkovice Steel  | 52 | 20 | 27 | 47 | 32  | 18  |
| 9.   | František Lukeš | HC BENZINA Litvínov | 52 | 21 | 24 | 45 | 16  | -10 |
| 10.  | Viktor Hübl     | HC BENZINA Litvínov | 49 | 26 | 18 | 44 | 38  | -10 |

## Nejproduktivnější hráči playoff
Toto je konečné pořadí hráčů podle dosažených bodů. Za jeden vstřelený gól nebo přihrávku na gól hráč získal jeden bod.
| Poř. | Hráč              | Tým                | Z  | G  | A  | B  | TM | +/- |
| ---- | ----------------- | ------------------ | -- | -- | -- | -- | -- | --- |
| 1.   | Roman Červenka    | HC Slavia Praha    | 16 | 9  | 15 | 24 | 34 | -5  |
| 2.   | Tomáš Kůrka       | HC Sparta Praha    | 16 | 7  | 11 | 18 | 27 | -4  |
| 3.   | Petr Nedvěd       | Bílí Tygři Liberec | 15 | 8  | 9  | 17 | 16 | 4   |
| 4.   | Petr Sýkora       | HC Eaton Pardubice | 13 | 12 | 4  | 16 | 10 | 7   |
| 5.   | Petr Kadlec       | HC Sparta Praha    | 15 | 3  | 12 | 15 | 26 | -4  |
| 6.   | Aleš Píša         | HC Eaton Pardubice | 13 | 6  | 8  | 14 | 16 | 8   |
| 7.   | Václav Nedorost   | Bílí Tygři Liberec | 15 | 3  | 11 | 14 | 18 | 5   |
| 8.   | Jaroslav Balaštík | PSG Zlín           | 6  | 8  | 5  | 13 | 8  | 5   |
| 9.   | Michal Vondrka    | HC Slavia Praha    | 16 | 6  | 7  | 13 | 4  | 0   |
| 10.  | Petr Leška        | PSG Zlín           | 6  | 5  | 7  | 12 | 10 | 4   |

## Konečná tabulka
| Pořadí           | Tým                            |
| ---------------- | ------------------------------ |
| Zlatá medaile    | HC Eaton Pardubice             |
| Stříbrná medaile | HC Vítkovice Steel             |
| Bronzová medaile | HC Slavia Praha                |
| 4.               | Bílí Tygři Liberec             |
| 5.               | HC Plzeň 1929                  |
| 6.               | PSG Zlín                       |
| 7.               | HC Sparta Praha                |
| 8.               | HC Oceláři Třinec              |
| 9.               | HC Mountfield České Budějovice |
| 10.              | HC BENZINA Litvínov            |
| 11.              | HC Kometa Brno                 |
| 12.              | HC GEUS OKNA Kladno            |
| 13.              | HC Energie Karlovy Vary        |
| 14.              | BK Mladá Boleslav              |

| Umístění         | Mužstvo            | Hráči |
| ---------------- | ------------------ | --- |
| Zlatá medaile    | HC Eaton Pardubice | Brankáři: Dominik Hašek, Vladislav Koutský, Martin Růžička, Filip Landsman Obránci: David Havíř, Jeff Jillson, Václav Kočí, Aaron MacKenzie, Kevin Mitchell, Jakub Nakládal, Aleš Píša, Petr Mocek, Marek Zukal, Aleš Křetínský, Robert Krejnus, Marek Drtina Útočníci: Jan Buchtele, Jiří Cetkovský, Jan Kolář, Petr Koukal, Adam Pineault, Libor Pivko, Daniel Rákos, Radovan Somík, Rastislav Špirko, Tomáš Zohorna, Lukáš Pilař, Lukáš Nahodil, Lukáš Radil, Robert Kousal, Jan Semorád, Jan Starý, Filip Stoklasa, Michal Klejna, Tomáš Bláha, Petr Sýkora Trenéři Václav Sýkora a Jan Votruba |
| Stříbrná medaile | HC Vítkovice Steel | Brankáři: Jakub Štěpánek, Filip Šindelář Obránci: Michal Barinka, Petr Jurečka, Petr Kuboš, Pavel Trnka, Richard Stehlík, Vladimír Sičák, Denis Rehák, Roman Němeček, Ondřej Vitásek, Tomáš Voráček Útočníci: Jiří Burger, Radim Hruška, Jan Káňa, Lukáš Klimek, Lukáš Krenželok, Marek Kvapil, Pavel Selingr, Juraj Štefanka, Petr Strapáč, Vladimír Svačina, Roman Szturc, Yorick Treille, Viktor Ujčík, Petr Vrána, Ondřej Roman, Ondrej Šedivý Trenéři Alois Hadamczik, Kamil Konečný |
| Bronzová medaile | HC Slavia Praha    | Brankáři: Dominik Furch, Robert Slipčenko, Stanislav Neruda, Jaroslav Suchan, Milan Hnilička Obránci: Jiří Drtina, Darcy Campbell, Jiří Jebavý, Petr Kadlec, Pavel Kolařík, Karol Sloboda, Lukáš Špelda, Jiří Vašíček, Vladimír Roth, Tomáš Žižka Útočníci: Josef Beránek, Miloslav Čermák, Roman Červenka, Jiří Doležal, Lukáš Endál, Miroslav Holec, Petr Jelínek, Vladimír Růžička, Jakub Sklenář, Tomáš Svoboda, Marek Tomica, Michal Vondrka, Noah Clarke, Lukáš Havel, Alexandre Imbeault, Tomáš Kůrka Trenéři Vladimír Růžička                                                               |

## Hokejové ceny
- Hráč playoff, Cena Václava Paciny: Dominik Hašek HC Eaton Pardubice
- Nejlepší brankář: Dominik Hašek (HC Eaton Pardubice
- Nejlepší obránce: Jakub Nakládal (HC Eaton Pardubice)
- Nejlepší střelec: Petr Ton (HC Sparta Praha)
- Nejproduktivnější: Roman Červenka HC Slavia Praha
- Hráč utkání: Roman Červenka HC Slavia Praha
- Nejslušnější hráč: Rastislav Špirko HC Eaton Pardubice
- Nejlepší nováček: Mark Bomersback HC Plzeň 1929
- Zlatá helma: Sasu Hovi HC Kometa Brno
- Hráč sezony: Dominik Hašek HC Eaton Pardubice
- Sympaťák O2 extraligy: Martin Straka HC Plzeň 1929
- Nejlepší rozhodčí: Petr Blümel
- Nejlepší trenér: Václav Sýkora HC Eaton Pardubice

## Rozhodčí

### Hlavní
- Všichni

- Petr Blecha (od 46. kola)
- Martin Fraňo
- Pavel Hodek
- Martin Homola (od 11. kola)
- René Hradil
- Jan Hribik
- Michal Hrubý (od 48. kola)
- Radek Husička
- Miroslav Jebavý
- Antonín Jeřábek
- Jaroslav Kubeš
- Pavel Mikula
- Milan Minář (od 12. kola)
- Vladimír Pešina
- Roman Polák
- Štěpán Souček
- Roman Svoboda
- Vladimír Šindler
- Robin Šír
- Tomáš Turčan
- Tomáš Zubzanda (od 25. kola)

### Čároví
- Všichni

- Miloš Bádal –  Roman Pouzar
- Stanislav Barvíř –  Petr Blümel
- Jaromír Bláha –  Evžen Kostka
- Jaromír Bryška –  Luboš Chytil
- Lukáš Bejček –  Miroslav Lhotský
- Michal Čech –  Marián Poruba
- Jiří Gebauer –  Vít Lederer
- Václav Guth –  David Rittich
- Marek Hlavatý –  Rudolf Tošenovjan
- Milan Jindra –  Martin Kreuzer
- Milan Kis –  Radim Prchal
- Jiří Rozlílek –  Alexander Pavlovič
- Tomáš Pešek –  David Jelínek
- Rudolf Vengřín

### Hlavní
- Teemu Salminen
- Roman Rudý
- Peter Grečko
- Stephane Rochette
- Daniel Stricker

### Čároví
Do sezóny 2009/10 nenastoupil žádný mezinárodní čárový rozhodčí.